# Hilarian d'Espalion
Saint Hilarian d'Espalion, né vers 760 à Lévinhac, hameau de la commune de Saint-Côme-d'Olt, près d'Espalion dans l'Aveyron en France, enterré à la chapelle de Perse, est un martyr chrétien. Il est fêté le 15 juin.

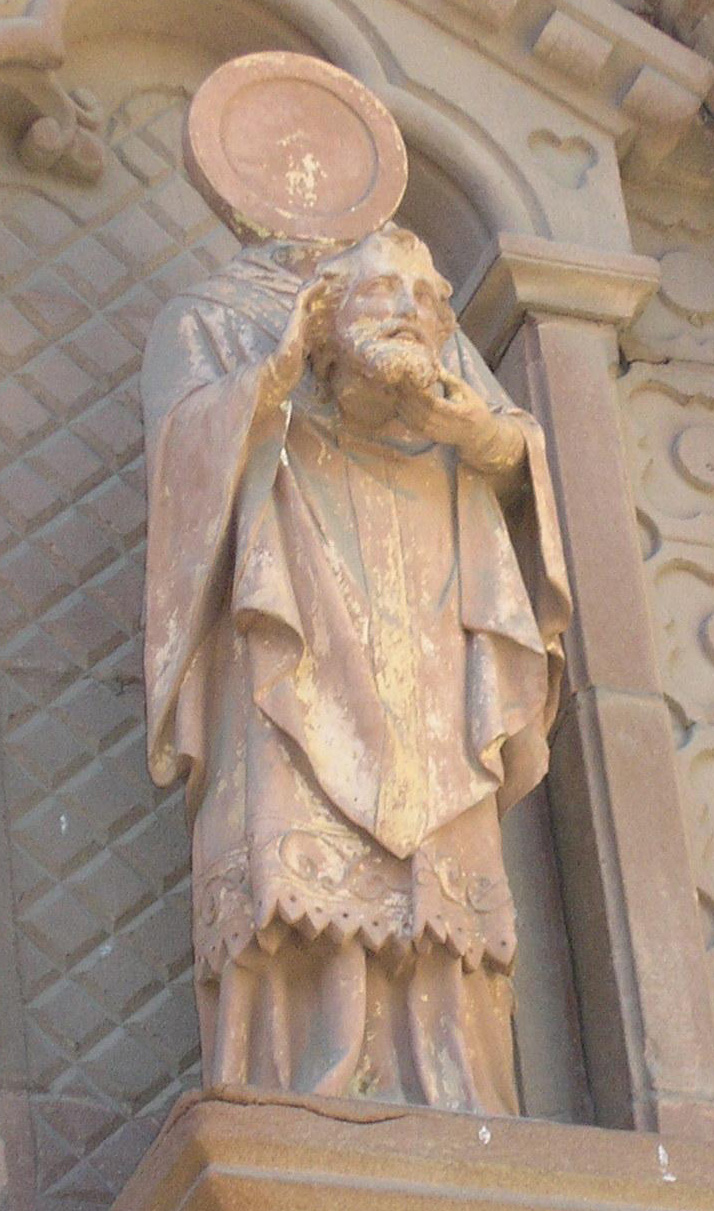
Statue de saint Hilarian, église d'Espalion

## Légende, tradition
La légende le présente comme un enfant très pieux qui, après avoir été élevé au sacerdoce au palais de Charlemagne, roi des Francs, futur empereur, aurait renoncé aux honneurs pour revenir dans son pays natal. Ceci dans le but de desservir l'église de Perse et, ajoute la légende, par amour pour sa mère et pour son lieu d'origine. La légende dit encore qu'il aurait été le confesseur de Charlemagne. Mais un martyrologe gallican du XVIIe siècle en fait un missionnaire venu évangéliser les populations du Rouergue.

### Traversée miraculeuse du Lot
Lorsque la rive gauche du Lot fut envahie par les Sarrazins, il se rendait, comme il le faisait habituellement, de Lévinhac, lieu où habitait sa mère, à l'ancienne chapelle de Perse, pour dire la messe. Il traversait le Lot sur son manteau étendu sur l'eau en s'en servant comme d'une barque, notamment lorsque les eaux tumultueuses rendaient la traversée impossible. Une croix, portant le nom et la représentation du saint, marque l'emplacement où il abordait la rive. 

### Martyre et miracle de Fontsange
Selon la tradition, les Sarrazins s'emparèrent de lui alors qu'il officiait, le 15 juin 793, dans l'église de Perse, et lui tranchèrent la tête. La légende dit qu'il prit sa tête dans ses mains et, après l'avoir lavée à la source de la Fontsange (source sainte ou, selon l'abbé Servières, voir bibliographie, fontaine de sang), la rapporta à sa mère, selon la promesse qu'il lui avait faite d'agir ainsi s'il devait être décapité par ses adversaires. Cette source, qui a donné son nom au quartier de la ville actuelle d'Espalion qui a été construit à cet endroit, était réputée, selon la tradition et divers témoignages, pour son eau aux vertus miraculeuses ou, du moins, tout à fait remarquables. Ces vertus seraient dues au fait que la tête tranchée du saint aurait été lavée là.
Joseph Vaylet, dans un texte en occitan, Lou martire de Sant-Hilarian, donne une information supplémentaire : cette fontaine où le saint aurait subi son martyre était « la source sacrée des païens ».

### Représentation traditionnelle du saint
Sur l'une des faces de la croix mentionnée plus haut, le saint est représenté de cette façon (tenant sa tête entre ses mains, et revêtu de ses habits sacerdotaux), ainsi que sur une statue du parvis de l'église paroissiale d'Espalion, et dans un tableau conservé au musée Vaylet (dans cette même ville). Une autre statue du même type se trouve sur le côté droit du maître-autel de cette église. Ainsi, Saint Hilarian fait-il partie des saints céphalophores (c'est-à-dire qui portent leur tête entre leurs mains après avoir été décapités, caractéristique de la vie de certains saints désignée sous le nom de céphalophorie). 

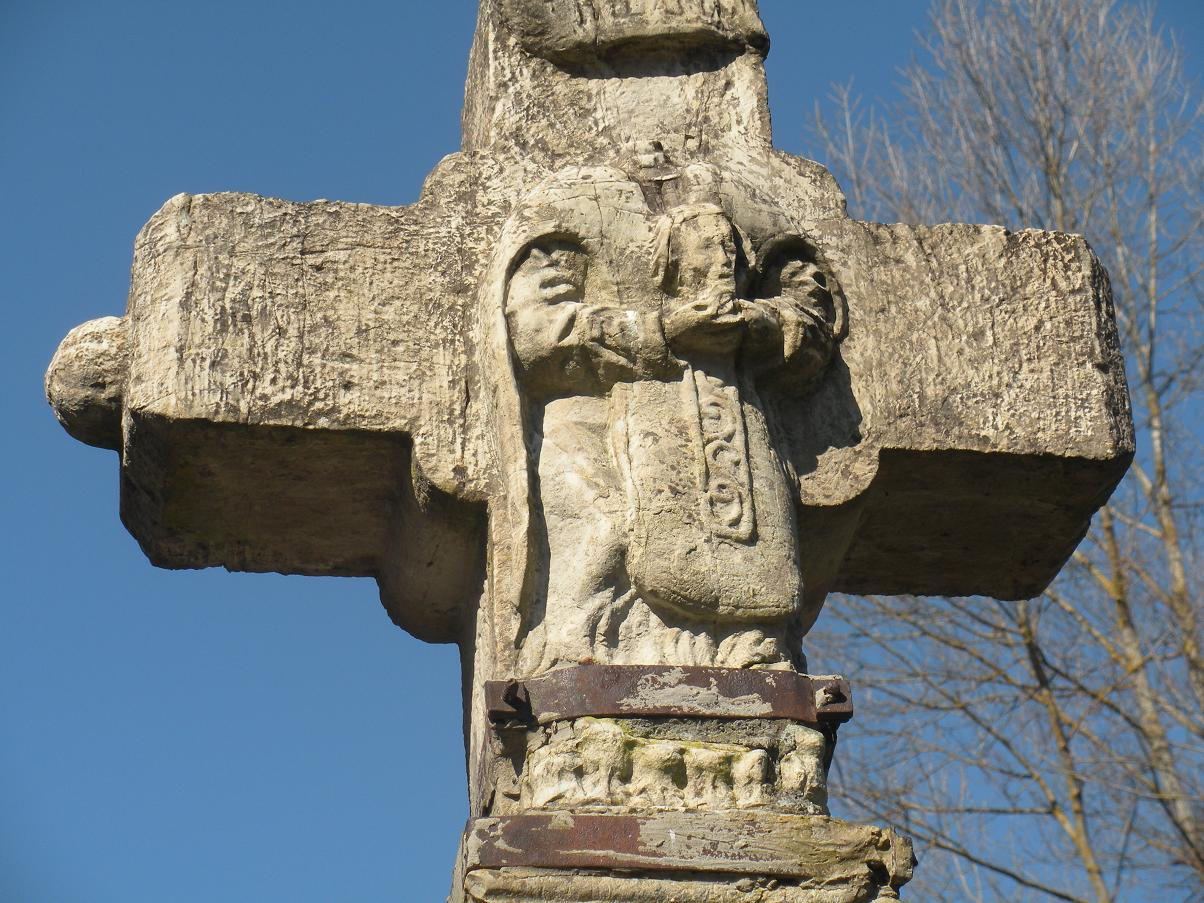
Croix ancienne de Saint-Hilarian, rive gauche du Lot, Espalion

## Bases de l'histoire de saint Hilarian
Parallèlement à la tradition orale qui s'est perpétuée de génération en génération, au moins jusqu'au début du XXe siècle, et à l'iconographie (statues, bas-reliefs, vitraux, peintures), il semble que l'histoire du saint a été essentiellement connue à partir d'un ancien document manuscrit, un livre en parchemin appelé Office de saint Hilarian, daté entre les XIe et XVe siècles, dont l'original semble perdu, mais dont il aurait existé deux copies, l'une datant d'avant la Révolution, l'autre de juin 1860 (cette dernière ayant été, d'ailleurs, établie d'après la précédente), selon l'abbé Servières. Cet office est composé de textes relatifs à la vie du saint et d'hymnes liturgiques.

## Reliques du saint
Après son martyre, saint Hilarian fut enterré à Perse où les premiers pèlerins de Compostelle viendront se recueillir sur ses reliques. L'église romane de Perse a été construite à l'emplacement d'une chapelle primitive, et a été placée sous son vocable, alors qu'à l'origine elle était dédiée à sainte Foy de Conques. Il semble que, jusqu'au XVIe siècle, on ne trouve pas d'évocation de ses reliques. Mais son culte était bien réel.

### Ouverture du tombeau en 1524
Au cours d'une cérémonie en 1524, l'évêque de Rodez, François d'Estaing, a procédé, dans l'église de Perse, à l'ouverture du tombeau et à l'exhumation des restes du martyr pour placer ses reliques dans une châsse considérée comme plus digne de les accueillir. (D'après le procès-verbal de la visite de l'évêque, retranscrit dans l'ouvrage du chanoine Servières).

### La chapelle actuelle de saint Hilarian
Dans l'actuelle église paroissiale Saint Jean-Baptiste d'Espalion, datant de la fin du XIXe siècle, ses reliques, quelques restes osseux, sont conservées, depuis 1893, à l'intérieur d'une châsse, dans la chapelle qui lui est consacrée. Un vitrail de cette chapelle le représente en train de traverser le Lot sur son manteau, comme le rapporte sa légende. On peut aussi y voir un bronze de Denys Puech, représentant la décollation du martyr, et, sur le devant de l'autel, un bas-relief où l'on voit le saint remettant sa tête tranchée à sa mère. 

### D'autres lieux ayant possédé des reliques du saint
D'après des documents des Bollandistes et des procès-verbaux de visites épiscopales, d'autres églises de la région auraient possédé des reliques du saint : ancienne église paroissiale Saint-Jean-Baptiste d'Espalion (aujourd'hui musée Vaylet et musée du scaphandre), Flaujac, abbaye Notre-Dame de Bonneval, Thérondels.

### Des reliques dispersées
La période révolutionnaire a été certainement néfaste pour les reliques du saint. En effet, celles-ci ont, semble-t-il, disparu ou ont été dispersées, sans que l'on puisse déterminer si elles ont été jetées, perdues ou cachées pour être préservées puis oubliées. Ce que l'on sait, en revanche, c'est que la châsse qui les contenait fut transportée à Saint-Geniez, chef-lieu du district révolutionnaire, pour être vendue. Cependant, il semble bien que quelques fragments ont été retrouvés, à plusieurs reprises, au XIXe siècle, et on pensa alors, grâce aux informations écrites qui les accompagnaient dans certains cas, qu'elles appartenaient à saint Hilarian. Ce sont ces fragments qui sont aujourd'hui conservés dans la châsse actuelle. 

## Une tradition remise en question
Saint Hilarian est un saint local. C'est ce qu'affirme la tradition (origine locale, devenu chapelain du palais impérial, voire confesseur de l'empereur, revenu au pays natal et renonçant ainsi aux hautes dignités et aux honneurs, martyre dû aux Sarrasins, miracle du lavage de la tête à la fontaine de Fontsange). Cependant, ces éléments ont été remis en cause, notamment par le martyrologe gallican (déjà cité), qui en fait un évangélisateur venu en Rouergue, donc d'origine non locale, et par les bollandistes (écrits du Père Papebroch, XVIIe siècle) : mort peut-être imputable aux Normands lors de l'une de leurs incursions, action de fidèles qui auraient pu laver la tête tranchée à la fontaine, puis représentation erronée par la sculpture ou la peinture montrant un saint céphalophore.

## Le renouveau du culte de saint Hilarian auXIXesiècle
À la fin du XIXe siècle, le culte de Saint Hilarian a connu un renouveau certain grâce à sa reconnaissance officielle par Rome, ceci à la suite d'une démarche entreprise par l'évêque de Rodez, Mgr Bourret, qui avait mis en place un tribunal canonique dont la mission était de démontrer l'ancienneté du culte rendu au saint, afin qu'il soit reconnu officiellement, hors des limites de la paroisse. En effet, dès 1859, le Saint-Siège, jugeant que l'ancienneté de son culte n'était pas suffisamment prouvée, refusa qu'il reste étendu à tout le diocèse de Rodez (il restait seulement toléré pour la seule paroisse d'Espalion). Ainsi, c'est cette restriction de Rome qui motiva l'action de l'évêque de Rodez. La démarche réussit puisque la confirmation du culte rendu de temps immémorial fut établie officiellement : Hilarian fut canonisé le 8 mai 1883. Mais, depuis longtemps, pour les populations locales, Hilarian était un saint.

## Les fêtes de la Saint-Hilarian
Les fêtes d'Espalion, la Saint-Hilarian, ont lieu le troisième dimanche de juin, mais il n'y a dans ces festivités, à notre époque et depuis de très nombreuses années, aucune manifestation de type religieux (procession par exemple) se rapportant au saint qui leur donne son nom.